# Ентоні Нвакаеме
Ентоні Нвакаеме (англ. Anthony Nwakaeme, нар. 21 березня 1989, Лагос) — нігерійський футболіст, нападник турецького «Трабзонспора».

## Ігрова кар'єра
У дорослому футболі дебютував 2010 року виступами за команду другого румунського дивізіону «Аріешул» (Турда), куди був відданий в оренду з «Університаті» (Клуж-Напока). Він зіграв 8 ігор та забив 5 голів. У січні 2011 року він повернувся до «Університаті», але основним гравцем став лише у наступному сезоні 2011/12 забивши сім м'ячів у 28 матчах. 
Влітку 2012 року він підписав контракт з «Петролулом», але у новій команді не закріпився і в січні 2013 року знову повернувся до «Університаті».
13 серпня 2013 року він підписав контракт з ізраїльським «Хапоелем» (Раанана). Відіграв за команду з Раанани наступні два сезони своєї ігрової кар'єри. Більшість часу, проведеного у складі раананського «Хапоеля», був основним гравцем атакувальної ланки команди.
24 червня 2015 року перейшов до складу одного з найсильніших клубів Ізраїлю «Хапоеля» (Беер-Шева), з яким двічі поспіль ставав чемпіоном країни, а також вигравав Кубок Тото та двічі національний Суперкубок. Станом на 14 квітня 2018 року відіграв за беер-шевську команду 90 матчів в національному чемпіонаті.

## Збірна
10 листопада 2017 року дебютував у складі національної збірної Нігерії у відбірковій грі на чемпіонат світу 2018 року проти Алжиру (1:1).

## Титули та досягнення
- Чемпіон Ізраїлю (3):

«Хапоель» (Беер-Шева): 2015-16, 2016-17, 2017-18
- Володар Суперкубка Ізраїлю (2):

«Хапоель» (Беер-Шева): 2016, 2017
- Володар Кубка Тото (1):

«Хапоель» (Беер-Шева): 2016-17
- Володар Кубок Туреччини (1):

«Трабзонспор»: 2019-20
- Володар Суперкубок Туреччини (1):

«Трабзонспор»: 2020
- Чемпіон Туреччини (1):

«Трабзонспор»: 2021-22